# نوكيا لوميا 1320
نوكيا لوميا 1320 (بالإنجليزية: Nokia Lumia 1320)‏ هو هاتف ذكي من نوكيا ضمن سلسلة لوميا يعمل بنظام ويندوز فون، تم طرحه في الأسواق في 2013.

## الخصائص
- نظام التشغيل: ويندوز فون
- الكاميرا الأمامية: 0.3 ميجابكسل
- الكاميرا الخلفية: 5 ميجابكسل
- الشاشة: شاشة لمس إل سي دي 1280×720
- الوزن: 220 غ (7.8 أونصة)
- المعالج: 1.7 جيجا هرتز ثنائي النواة
- الذاكرة: 1 جيجابايت
- التخزين: 8 جيجابايت